# Osocze bogatopłytkowe
Osocze bogatopłytkowe – preparat krwiopochodny zawierający zwiększoną ilość płytek krwi, otrzymywany z krwi obwodowej pobranej od człowieka lub zwierzęcia.
Zawiera ono liczne czynniki wzrostu, stymulujące procesy regeneracyjne, stosowane jest więc w terapii regeneracyjnej dostawowej oraz dościęgnowej, jak również w przyśpieszaniu procesów gojenia się ran u zwierząt i ludzi. 

## Zastosowanie w medycynie estetycznej
Osocze bogatopłytkowe stosuje się w kosmetologii i zabiegach upiększających twarz. Jest ono alternatywą dla botoksu, którego efekty mogą wyglądać sztucznie.
Zastrzyki z osocza bogatopłytkowego wykonuje się zwykle u osób z wysuszoną i napiętą skórą twarzy, bliznami potrądzikowymi, widocznymi zmarszczkami, bruzdami lub innymi zmianami. Decydują się na nie także ludzie mający przebarwienia skóry twarzy lub chcący przyśpieszyć regenerację skóry po innych zabiegach z zakresu medycyny estetycznej. Osocze bogatopłytkowe często podawane jest osobom mającym problemy uczuleniowe na innego rodzaju wypełniacze.
Zabieg z zastosowaniem autogenicznego osocza bogatopłytkowego w medycynie estetycznej znany jest jako wampirzy lifting. Materiał pobrany od pacjenta jest biozgodny z jego organizmem, co niweluje ryzyko wystąpienia alergii oraz innego rodzaju nietolerancji. Dzięki swojemu składowi osocze bogatopłytkowe stymuluje procesy regeneracyjne skóry, pobudzając fibroblasty do tworzenia nowego kolagenu, oraz tworzenie się nowych naczyń krwionośnych.
Zabieg ten składa się z trzech etapów:
- pobranie krwi z żyły pacjenta (wykonywane na czczo)
- pozyskanie w separatorze koncentratu bogatopłytkowego oraz oddzielenie osocza za pomocą wirówki
- wstrzyknięcie wcześniej pobranego materiału do krwi pacjenta w odpowiednich miejscach.

Zabieg nie wymaga rekonwalescencji. Pierwsze efekty widoczne są po kilkunastu dniach, gdyż tworzenie się nowych włókien kolagenowych jest długotrwałe. 

## Inne zastosowania medyczne
- urazy mięśni szkieletowych, ścięgien i wiązadeł
- urazy stawów
- schorzenia stawów, w tym choroba zwyrodnieniowa stawów: biodrowych, kolanowych, łokciowych
- złamania oraz brak zrostu po złamaniach (stawy rzekome)
- stany zapalne kości
- przyspieszanie procesu gojenia się tkanek miękkich
- przyspieszanie procesu gojenia owrzodzeń troficznych w przebiegu trądu[4]

Badania kliniczne na szerokiej grupie pacjenów wykazały brak dostatecznych dowodów na przydatność osocza bogatopłytkowego w urazach mieśniowo-szkieletowych tkanek miękkich